# Sicca Veneria
Sicca Veneria (grec antic: Σίκκα o Σίκα Οὐενερία) va ser una ciutat de Numídia a la riba del Bagradas en el camí entre Cartago i Hippo Regius, fins a Musti i Cirta, segons diu l'Itinerari d'Antoní, construïda al cim d'un turó, segons explica Plini el Vell, que l'anomena «colònia romana». Dominava les extenses i riques planúries que té al seu voltant, i controlava la via de comunicacions que la travessa.
Valeri Màxim explica que el seu nom va derivar d'un temple de Venus que hi havia, on, segons un costum fenici, les donzelles de la ciutat, fins i tot les de classes més altes, es prostituïen públicament per tal de recollir diners per al dot del casament, cosa que fa creure, com diu Polibi, que la ciutat era un antic establiment púnic dedicat al culte d'Astarte.
Alguns autors creuen que correspon a la moderna El Kef, on es va trobar una estàtua de Venus i una inscripció que diu «Ordo Siccensium», però altres erudits pensen que El Kef era l'antiga Cirta.

### Restes conservades
Fora de la ciutat s'ha trobat un petit amfiteatre i un teatre, i alguns trams de muralles de l'època de l'Imperi Romà d'Orient. Les restes més importants les formen un edifici que té una gran sala hexagonal amb un doble pòrtic, segurament una part d'uns banys, que rebien l'aigua d'un sistema de cisternes, 12 estances amb volta de canó, molt ben conservades, que s'omplien de les fonts de la muntanya convenientment canalitzades.
A la ciutat hi ha les restes de tres basíliques molt ben pavimentades, una construïda sobre un temple de l'època romana, i altres edificades en temps de la dominació àrab.